# Mai gyarmati területek listája
Az Egyesült Nemzetek Szervezete által összeállított gyarmati területek listáján olyan területek szerepelnek, melyek a világszervezet szerint dekolonizációra várnak.
Az eredeti listát 1946-ban állították össze és sokkal több területet tartalmazott, mint a jelenlegi. Az akkori függő területek, gyarmatok és mandátumterületek majdnem valamennyien szerepeltek a listában.
A lista kiadásakor és ma is csak olyan területeket tartalmaz, melyeken állandó jelleggel lakosság tartózkodik, így több óceániai lakatlan terület (pl. a Clipperton-sziget vagy a Kingman-zátony) és az Antarktisz közelében levő lakatlan függő területek, mint például a francia déli és antarktiszi területek vagy a Heard-sziget és McDonald-szigetek nem szerepelnek a listában.
Jelenleg 17 terület van belistázva mint gyarmat.

A listán jelenleg szereplő területek térképe

## A listán jelenleg szereplő területek
Az ENSZ által nyilvántartott listán a következő gyarmati területek szerepelnek:

| Elhelyezkedése         | Név                       | Gyarmattartó állam        | Státusz | Vitató állam             | Népesség | Terület / km² |
| ---------------------- | ------------------------- | ------------------------- | --- | ------------------------ | -------- | ------------- |
| Afrika                 | Nyugat-Szahara            | Marokkó                   | vitatott státuszú terület | Marokkó · Nyugat-Szahara | 393,831  | 266,000       |
| Atlanti-óceáni terület | Szent Ilona               | Egyesült Királyság        | brit tengerentúli terület | Nincs                    | 7,601    | 413           |
| Atlanti-óceáni terület | Bermuda                   | Egyesült Királyság        | brit tengerentúli terület | Nincs                    | 67,837   | 53.3          |
| Atlanti-óceáni terület | Falkland-szigetek         | Egyesült Királyság        | brit tengerentúli terület | Argentína                | 3,140    | 12,200        |
| Karib-tenger           | Anguilla                  | Egyesült Királyság        | brit tengerentúli terület | Nincs                    | 14,108   | 102           |
| Karib-tenger           | Brit Virgin-szigetek      | Egyesült Királyság        | brit tengerentúli terület | Nincs                    | 24,041   | 153           |
| Karib-tenger           | Kajmán-szigetek           | Egyesült Királyság        | brit tengerentúli terület | Nincs                    | 47,862   | 262           |
| Karib-tenger           | Montserrat                | Egyesült Királyság        | brit tengerentúli terület | Nincs                    | 5,079    | 102           |
| Karib-tenger           | Turks- és Caicos-szigetek | Egyesült Királyság        | brit tengerentúli terület | Nincs                    | 22,352   | 430           |
| Karib-tenger           | Amerikai Virgin-szigetek  | Amerikai Egyesült Államok | Az Amerikai Egyesült Államok külbirtoka | Nincs                    | 109,840  | 346.36        |
| Európa                 | Gibraltár                 | Egyesült Királyság        | brit tengerentúli terület | Spanyolország            | 28,002   | 6.5           |
| Csendes-óceáni terület | Amerikai Szamoa           | Amerikai Egyesült Államok | Az Amerikai Egyesült Államok külbirtoka | Nincs                    | 64,827   | 199           |
| Csendes-óceáni terület | Guam                      | Amerikai Egyesült Államok | Az Amerikai Egyesült Államok külbirtoka | Nincs                    | 175,877  | 541.3         |
| Csendes-óceáni terület | Új-Kaledónia              | Franciaország             | Franciaország tengerentúli terület (1947-ben Franciaország kérésére távolították el a listáról. 1986-ban került vissza, miután a függetlenségi törekvések felerősödtek.) | Nincs                    | 224,824  | 19,060        |
| Csendes-óceáni terület | Francia Polinézia         | Franciaország             | Franciaország tengerentúli terület (1947-ben Franciaország kérésére távolították el a listáról. 2013-ban került vissza, miután a függetlenségi törekvések felerősödtek.) | Nincs                    | 267,000  | 4,167         |
| Csendes-óceáni terület | Pitcairn-szigetek         | Egyesült Királyság        | brit tengerentúli terület | Nincs                    | 50       | 47            |
| Csendes-óceáni terület | Tokelau-szigetek          | Új-Zéland                 | Új-Zéland külbirtokai | Nincs                    | 1,433    | 10            |

Az egykori spanyol gyarmat Nyugat-Szahara területének 85%-át 1975 óta Marokkó tartja katonai megszállás alatt és ő is igazgatja a terület ezen részét. A fennmaradó részt, az úgynevezett „Felszabadított Zónát” a Szaharai Arab Demokratikus Köztársaság irányítja. Mindezek ellenére az ENSZ továbbra is Spanyolországot tekinti a terület gyarmattartójának.

## A listáról mára törölt területek
A következő területek szerepeltek korábban a listában. Az évszámok a függetlenség elnyerését, vagy az egyéb okból a listáról törlés évét mutatják.

### A listáról törölve egyéb okokból, mint a függetlenség
| Elhelyezkedése | Név                                                                | A listáról törlés oka                                                                           | Jelenlegi státusz | Korábbi gyarmattartó      | Népesség  | Terület / km² | A listáról törlés éve |
| -------------- | ------------------------------------------------------------------ | ----------------------------------------------------------------------------------------------- | --- | ------------------------- | --------- | ------------- | --------------------- |
| Afrika         | Réunion                                                            | Megváltozott a terület státusza                                                                 | Franciaország tengerentúli megyéjévé vált | Franciaország             | 793,000   | 2,512         | 1947                  |
| Észak-Amerika  | Grönland                                                           | Megváltozott a terület státusza                                                                 | A terület autonómiát kapott | Dánia                     | 57,564    | 2,166,086     | 1954                  |
| Észak-Amerika  | Saint-Pierre és Miquelon                                           | Megváltozott a terület státusza                                                                 | Franciaország tengerentúli területévé vált | Franciaország             | 7,044     | 242           | 1947                  |
| Észak-Amerika  | Alaszka                                                            | Megváltozott a terület státusza                                                                 | Az Amerikai Egyesült Államok 49. államává vált | Amerikai Egyesült Államok | 683,478   | 1,700,130     | 1959                  |
| Észak-Amerika  | Panama-csatorna-övezet                                             | Megváltozott a terület státusza (Panama kérésére törölték a listáról)                           | Colón és Panamá tartományok része, Panama | Amerikai Egyesült Államok |           |               | 1947                  |
| Karib-térség   | Guadeloupe és függőségei                                           | Megváltozott a terület státusza                                                                 | Franciaország tengerentúli megyéjévé vált. Saint-Barthélemy és Fájl:Flag of Saint Martin (local).svg Saint-Martin 2007-ben kiváltak és Franciaország tengerentúli területeivé váltak.                                                                                             | Franciaország             | 408,000   | 1,628         | 1947                  |
| Karib-térség   | Martinique                                                         | Megváltozott a terület státusza                                                                 | Franciaország tengerentúli megyéjévé vált | Franciaország             | 401,000   | 1,128         | 1947                  |
| Karib-térség   | Holland Antillák                                                   | Megváltozott a terület státusza                                                                 | Aruba, Curaçao és Sint Maarten a Holland Királyság autonóm államaivá váltak (Aruba 1986-ban, a másik kettő 2010-ben), míg a másik három sziget, ( Bonaire, Saba és Sint Eustatius) pedig Karibi Hollandia néven csatlakoznak Hollandiához, az ország egy-egy új községét képezve. | Hollandia                 | 225,369   | 960           | 1951                  |
| Karib-térség   | Puerto Rico                                                        | Megváltozott a terület státusza                                                                 | Az Amerikai Egyesült Államok Teljes önkormányzattal rendelkező társult állama lett | Amerikai Egyesült Államok | 3,958,128 | 8,870         | 1952                  |
| Dél-Amerika    | Francia Guyana                                                     | Megváltozott a terület státusza                                                                 | Franciaország tengerentúli megyéjévé vált | Franciaország             | 209,000   | 83,534        | 1947                  |
| Ázsia          | Francia India                                                      | Megváltozott a terület státusza (India annektálta)                                              | Pondicherry indiai szövetségi terület és Nyugat-Bengál indiai állam részévé vált | Franciaország             | 973,829   | 492           | 1947                  |
| Ázsia          | Goa és függőségei                                                  | Megváltozott a terület státusza (India annektálta)                                              | Goa indiai állam és Dadra és Nagar Haveli valamint Daman és Diu indiai szövetségi terület | Portugália                |           |               | 1961                  |
| Ázsia          | Hongkong                                                           | Megváltozott a terület státusza (A listáról a Kínai Népköztársaság kérésére távolították el)    | Hongkong a Kínai Népköztársaság különleges igazgatású területe (1997 július elseje óta) | Egyesült Királyság        | 7,018,636 | 1,092         | 1972                  |
| Ázsia          | Macao                                                              | Megváltozott a terület státusza (A listáról a Kínai Népköztársaság kérésére távolították el)    | Makaó a Kínai Népköztársaság különleges igazgatású területe (1999 december 20.-a óta) | Portugália                | 545,674   | 28.2          | 1972                  |
| Ázsia          | Sarawak                                                            | Megváltozott a terület státusza (Beolvadt a Maláj államszövetségbe, ezáltal létrejött Malajzia) | Sarawak, Malajzia állama | Egyesült Királyság        |           | 124,450       | 1963                  |
| Ázsia          | Észak-Borneó                                                       | Megváltozott a terület státusza (Beolvadt a Maláj államszövetségbe, ezáltal létrejött Malajzia) | Sabah, Malajzia állama | Egyesült Királyság        | 285,000   | 76,115        | 1963                  |
| Ázsia          | Kókusz (Keeling)-szigetek                                          | Megváltozott a terület státusza                                                                 | Korlátozott belső önkormányzatú ausztrál tengerentúli terület | Ausztrália                | 596       | 14            | 1984                  |
| Óceánia        | Cook-szigetek                                                      | Megváltozott a terület státusza                                                                 | Új-Zéland szabadon társult állama | Új-Zéland                 | 12,271    | 236.7         | 1965                  |
| Óceánia        | Niue                                                               | Megváltozott a terület státusza                                                                 | Új-Zéland szabadon társult állama | Új-Zéland                 | 1,444     | 260           | 1974                  |
| Óceánia        | Francia Polinézia                                                  | Megváltozott a terület státusza                                                                 | Wallis és Futuna Franciaország tengerentúli területe (Francia-Polinéziát 2013-ban az ENSZ visszahelyezte a gyarmati területek listájára) | Franciaország             | 298,256   | 4,441         | 1947                  |
| Óceánia        | Hawaii                                                             | Megváltozott a terület státusza                                                                 | Az Amerikai Egyesült Államok 50. államává vált | Amerikai Egyesült Államok | 1,283,388 | 28,311        | 1959                  |
| Óceánia        | Csendes-óceáni-szigetek Gyámsági Terület · Északi-Mariana-szigetek | Megváltozott a terület státusza                                                                 | Az Amerikai Egyesült Államok Teljes önkormányzattal rendelkező társult állama lett | Amerikai Egyesült Államok |           |               | 1990                  |
| Óceánia        | Új-Kaledónia                                                       | Megváltozott a terület státusza                                                                 | Franciaország tengerentúli területévé vált Az ENSZ Közgyűlése 1986-ban visszatette a listára | Franciaország             | 224,824   | 19,060        | 1947 1986             |

### Területek, melyek másik ország részévé váltak
| Elhelyezkedés | Nem önállóan kormányzott terület | A listáról törlés oka                                                                                     | Jelenlegi státusz                                                                                     | Korábbi gyarmattartó ország | Népesség | Terület / km² | A listáról törlés éve |
| ------------- | -------------------------------- | --- | --- | --------------------------- | -------- | ------------- | --------------------- |
| Afrika        | Ifni                             | Megváltozott a terület státusza (Marokkó beintegrálta saját magába)                                       | Tiznit-tartomány, Souss-Massa-Draâ, Marokkó                                                           | Spanyolország               | 51,517   | 1,502         | 1969                  |
| Afrika        | São João Batista de Ajuda        | Megváltozott a terület státusza (Benin beintegrálta saját magába)                                         | Ouidah, Benin                                                                                         | Portugália                  |          |               | 1961                  |
| Afrika        | Brit Kamerun gyámsági terület    | Észak-Kamerun beolvadt Nigériába Dél-Kamerun egyesült Francia-Kamerun gyarmattal, így létrehozva Kamerunt | Adamawa és Taraba Nigéria államai, Északnyugati-tartomány és Délnyugati-tartomány Kamerun tartományai | Egyesült Királyság          |          |               | 1961                  |
| Afrika        | Brit Togoföld gyámsági terület   | Brit Aranypart gyarmattal egyesülve létrejött Ghána                                                       | Volta-, Északi- és Keleti-régió, Ghána                                                                | Egyesült Királyság          |          |               | 1957                  |
| Ázsia         | Holland Új-Guinea                | Indonéziába olvadt, mint Irian Jaya                                                                       | Pápua és Nyugat-Pápua tartományok, Indonézia                                                          | Hollandia                   |          | 420,540       | 1963                  |

### Területek, melyek független államokká váltak
| Elhelyezkedése | Nem önállóan kormányzott terület          | Jelenlegi státusz (Független állam) | Korábbi gyarmattartó ország                                    | Népesség   | Terület / km² | A listáról törlés éve |
| -------------- | ----------------------------------------- | --- | -------------------------------------------------------------- | ---------- | ------------- | --------------------- |
| Afrika         | Portugál Angola beleértve Cabindát is     | Angola (beleértve az elszakadásért küzdő Cabindai Köztársaságot is) | Portugália                                                     |            | 1,246,700     | 1975                  |
| Afrika         | Baszutóföld gyarmat                       | Lesotho | Egyesült Királyság                                             |            | 30,355        | 1966                  |
| Afrika         | Becsuánaföld protektorátus                | Botswana | Egyesült Királyság                                             |            |               | 1966                  |
| Afrika         | Belga Kongó                               | Congo-Léopoldville 1971-től Zaire, majd 1997 óta Kongói Demokratikus Köztársaság | Belgium                                                        | 16,610,000 | 2,344,858     | 1960                  |
| Afrika         | Brit Szomáliföld                          | Szomáliföld állam, hatnapos függetlenség után egyesült Olasz-Szomáliával és létrejött Szomália. A de facto független Szomáliföld a korábbi Brit Szomáliföld helyén jött létre 1991-ben.                                                               | Egyesült Királyság                                             |            |               | 1960                  |
| Afrika         | Fernando Póo és Río Muni                  | Egyenlítői-Guinea | Spanyolország                                                  |            | 28,051        | 1968                  |
| Afrika         | Francia-Kamerun gyámsági terület          | Kamerun (ma Kamerun) | Franciaország                                                  |            |               | 1960                  |
| Afrika         | Francia-Togo gyámsági terület             | Togo | Franciaország                                                  |            |               | 1960                  |
| Afrika         | Gambia                                    | Gambia | Egyesült Királyság                                             |            | 10,380        | 1965                  |
| Afrika         | Aranypart gyarmat és protektorátus        | Ghána | Egyesült Királyság                                             |            |               | 1957                  |
| Afrika         | Francia Egyenlítői-Afrika                 | Csád | Franciaország                                                  |            |               | 1960                  |
| Afrika         | Francia Egyenlítői-Afrika                 | Gabon | Franciaország                                                  |            |               | 1960                  |
| Afrika         | (Közép-Kongó)                             | Kongói Köztársaság | Franciaország                                                  |            |               | 1960                  |
| Afrika         | (Ubangi Shari)                            | Közép-afrikai Köztársaság | Franciaország                                                  |            |               | 1960                  |
| Afrika         | Olasz-Szomáliföld gyámsági terület        | Szomália | Olaszország                                                    |            |               | 1960                  |
| Afrika         | Kenyai gyarmat és protektorátus           | Kenya | Egyesült Királyság                                             |            |               | 1963                  |
| Afrika         | Francia Marokkó protektorátus             | Marokkó | Franciaország                                                  |            |               | 1956                  |
| Afrika         | Portugál-Mozambik                         | Mozambik | Portugália                                                     | 7,300,000  | 784,955       | 1975                  |
| Afrika         | Brit Nigéria                              | Nigéria | Egyesült Királyság                                             |            |               | 1960                  |
| Afrika         | Észak-Rodézia                             | Zambia | Egyesült Királyság                                             | 3,545,200  | 752,618       | 1964                  |
| Afrika         | Nyaszaföld                                | Malawi | Egyesült Királyság                                             |            | 752,618       | 1964                  |
| Afrika         | Portugál Guinea                           | Bissau-Guinea | Portugália                                                     |            | 36,125        | 1974                  |
| Afrika         | Ruanda-Urundi gyámsági terület            | Ruanda (ma Ruanda) · Burundi | Belgium                                                        |            |               | 1962                  |
| Afrika         | São Tomé és Príncipe                      | São Tomé és Príncipe | Portugália                                                     |            | 1,001         | 1975                  |
| Afrika         | Sierra Leone                              | Sierra Leone | Egyesült Királyság                                             |            | 71,740        | 1961                  |
| Afrika         | Francia Szomáliföld                       | Dzsibuti | Franciaország                                                  | 200,000    | 23,200        | 1977                  |
| Afrika         | Dél-Rhodézia                              | Rhodézia (1968-1979), majd Zimbabwe-Rhodesia (1979), ma Zimbabwe | Egyesült Királyság                                             | 6,930,000  | 390,580       | 1980                  |
| Afrika         | Szváziföld                                | Szváziföld | Egyesült Királyság                                             |            | 17,364        | 1968                  |
| Afrika         | Tanganyika                                | Tanzánia | Egyesült Királyság                                             |            |               | 1963                  |
| Afrika         | Francia-Tunézia                           | Tunézia | Franciaország                                                  |            | 163,610       | 1956                  |
| Afrika         | Ugandai protektorátus                     | Uganda | Egyesült Királyság                                             |            |               | 1962                  |
| Afrika         | Francia Nyugat-Afrika                     | Benin · (korábban Dahomey) | Franciaország                                                  |            |               | 1960                  |
| Afrika         | ( Francia-Guinea)                         | Guinea | Franciaország                                                  |            |               | 1958                  |
| Afrika         | ( Francia-Szudán)                         | Mali (beleértve a 2012 óta de facto független Azawadot is) | Franciaország                                                  |            |               | 1960                  |
| Afrika         | ( Francia-Szudán)                         | Elefántcsontpart | Franciaország                                                  |            |               | 1960                  |
| Afrika         | ( Francia-Szudán)                         | Mauritánia | Franciaország                                                  |            |               | 1960                  |
| Afrika         | ( Niger)                                  | Burkina Faso · (1984-ig Felső-Volta) | Franciaország                                                  |            |               | 1960                  |
| Afrika         | ( Niger)                                  | Niger | Franciaország                                                  |            |               | 1960                  |
| Afrika         | ( Niger)                                  | Szenegál | Franciaország                                                  |            |               | 1960                  |
| Afrika         | Délnyugat-Afrika                          | Namíbia | Dél-afrikai Köztársaság                                        | 2,088,669  | 825,418       | 1990                  |
| Afrika         | Zanzibár                                  | Tanzánia | Egyesült Királyság                                             |            | 2,643         | 1963                  |
| Afrika         | Madagaszkár és függőségei                 | Madagaszkár | Franciaország                                                  |            |               | 1960                  |
| Afrika         | Madagaszkár és függőségei                 | Comore-szigetek (ma Comore-szigetek, Anjouan 1997-2002 között, míg Mohéli 1997-1998 között volt de facto független állam · Mayotte 1975 óta Franciaország tengerentúli területei közé tartozott, 2011 óta Franciaország tengerentúli megyéinek egyike | Franciaország                                                  |            |               | 1975                  |
| Afrika         | Mauritius                                 | Mauritius | Egyesült Királyság                                             |            | 2,040         | 1968                  |
| Afrika         | Seychelle-szigetek                        | Seychelle-szigetek | Egyesült Királyság                                             |            | 451           | 1976                  |
| Ázsia          | Áden gyarmat és ádeni protektorátus       | Dél-jemeni Népköztársaság (ma Jemen része) | Egyesült Királyság                                             |            | 285,192       | 1967                  |
| Ázsia          | Francia Indokína                          | Vietnami Köztársaság (ma Vietnám része) | Franciaország                                                  |            |               | 1945                  |
| Ázsia          | Francia Indokína                          | Laoszi Királyság (ma Laosz) | Franciaország                                                  |            |               | 1949                  |
| Ázsia          | Francia Indokína                          | Kambodzsa | Franciaország                                                  |            |               | 1953                  |
| Ázsia          | Szingapúr                                 | Szingapúr | Egyesült Királyság · Malajzia                                  | 4,608,167  | 692.7         | 1965                  |
| Ázsia          | Brunei                                    | Brunei | Egyesült Királyság                                             |            | 5,765         | 1984                  |
| Ázsia          | Maláj Unió                                | Maláj Államszövetség · Malajzia | Egyesült Királyság                                             |            | 132,364       | 1957 1963             |
| Ázsia          | Holland Kelet-India                       | Indonézia | Hollandia                                                      |            |               | 1949                  |
| Ázsia          | Portugál-Timor                            | Kelet-Timor | Portugália ( –1975) · Indonézia (1975–1999) · ENSZ (1999–2002) | 688,711    | 15,007        | 2002                  |
| Atlanti-óceán  | Zöld-foki Köztársaság                     | Zöld-foki Köztársaság | Portugália                                                     |            | 4,033         | 1975                  |
| Atlanti-óceán  | Bahama-szigetek                           | Bahama-szigetek | Egyesült Királyság                                             |            | 13,878        | 1973                  |
| Közel-Kelet    | Ciprusi protektorátus                     | Ciprus · Észak-Ciprus de facto független (1983 óta) · Akrotíri és Dekélia (Brit tengerentúli terület, mely Ciprus függetlensége után is az Egyesült Királysághoz tartozik)                                                                            | Egyesült Királyság                                             |            | 9,251         | 1960                  |
| Európa         | Málta                                     | Málta | Egyesült Királyság                                             |            | 316           | 1964                  |
| Karib-térség   | Barbados                                  | Barbados | Egyesült Királyság                                             |            | 431           | 1966                  |
| Karib-térség   | Szélcsendes-szigetek (gyarmat) (Antigua)  | Antigua és Barbuda | Egyesült Királyság                                             |            |               | 1981                  |
| Karib-térség   | (St. Kitts- Nevis-Anguilla)               | Saint Kitts és Nevis · (leválasztva róla Anguilla, mely különálló brit tengerentúli terület 1980 óta) | Egyesült Királyság                                             |            |               | 1983                  |
| Karib-térség   | Jamaica                                   | Jamaica · (leválasztva róla a Kajmán-szigetek és a Turks- és Caicos-szigetek, melyek különálló brit tengerentúli területek 1962 óta) | Egyesült Királyság                                             |            | 11,100        | 1962                  |
| Karib-térség   | Trinidad és Tobago                        | Trinidad és Tobago | Egyesült Királyság                                             |            | 5,128         | 1962                  |
| Karib-térség   | Szél-felőli-szigetek (gyarmat) (Dominica) | Dominikai Közösség | Egyesült Királyság                                             |            |               | 1978                  |
| Karib-térség   | (Grenada)                                 | Grenada | Egyesült Királyság                                             |            |               | 1974                  |
| Karib-térség   | (St. Lucia)                               | St. Lucia | Egyesült Királyság                                             |            |               | 1979                  |
| Karib-térség   | (St. Vincent)                             | Saint Vincent és a Grenadine-szigetek | Egyesült Királyság                                             |            |               | 1979                  |
| Észak-Amerika  | Brit Honduras                             | Belize | Egyesült Királyság                                             | 145,000    | 22,966        | 1981                  |
| Dél-Amerika    | Holland Guyana                            | Suriname (1975 óta független) | Hollandia                                                      | 475,996    | 163,270       | 1951                  |
| Dél-Amerika    | Brit Guyana                               | Guyana | Egyesült Királyság                                             |            |               | 1966                  |
| Óceánia        | Új-Guinea gyámsági terület                | Pápua Új-Guinea | Ausztrália                                                     |            |               | 1975                  |
| Óceánia        | Pápua terület                             | Pápua Új-Guinea | Ausztrália                                                     |            |               | 1975                  |
| Óceánia        | Fidzsi-szigetek                           | Fidzsi-szigetek | Egyesült Királyság                                             |            |               | 1970                  |
| Óceánia        | Gilbert- és Ellice-szigetek               | Kiribati | Egyesült Királyság                                             |            |               | 1979                  |
| Óceánia        | Gilbert- és Ellice-szigetek               | Tuvalu | Egyesült Királyság                                             |            |               | 1978                  |
| Óceánia        | Nauru gyámsági terület                    | Nauru | Ausztrália                                                     |            | 21            | 1968                  |
| Óceánia        | Új-Hebridák                               | Vanuatu | angol-francia kondomínium                                      | 100,000    | 12,189        | 1980                  |
| Óceánia        | Salamon-szigeteki protektorátus           | Salamon-szigetek | Egyesült Királyság                                             |            | 28,896        | 1978                  |
| Óceánia        | Nyugat-Szamoa gyámsági terület            | Szamoa | Új-Zéland                                                      |            |               | 1962                  |
| Óceánia        | Csendes-óceáni-szigetek Gyámsági Terület  | Marshall-szigetek | Amerikai Egyesült Államok                                      |            |               | 1990                  |
| Óceánia        | Csendes-óceáni-szigetek Gyámsági Terület  | Mikronézia | Amerikai Egyesült Államok                                      |            |               | 1990                  |
| Óceánia        | Csendes-óceáni-szigetek Gyámsági Terület  | Palau | Amerikai Egyesült Államok                                      |            |               | 1994                  |

## Korábbi vagy jelenleg is függő területek, melyek nem szerepeltek a listában

### Jelenleg is függő területek
A jelenleg is függő státuszú területek közül  Feröer nem szerepelt a listában, mivel már a lista 1946-os elkészültekor rendelkezett korlátozott mértékű autonómiával, ami 1948 óta teljes körűvé vált. Az 1946. szeptember 14-én Feröer politikai helyzetéről megtartott népszavazáson a megjelentek szűk többsége a Dániától való elszakadást választotta, és a Løgting ki is kiáltotta a függetlenséget. Mivel a 66,4%-os részvételt alacsonynak tekintették, a dán kormány nem fogadta el az eredményt. Tárgyalások kezdődtek, melyek eredményeképpen 1948. április 1-jén életbe is léptették az autonómiatörvényt. A törvény értelmében Feröer autonóm közösség a Dán Királyságon belül. Ezzel Feröer minden belső kérdésben önkormányzatot kapott; a hivatalos nyelv a feröeri lett; a dán kormányzót pedig a dán koronát képviselő megbízott váltotta fel.
A brit koronafüggőségek ( Jersey Bailiffség,  Guernsey Bailiffség és  Man-sziget) szintén nem szerepeltek soha a listában, mivel a brit Korona tulajdonai és nem számítottak gyarmati területnek.
Ausztrália tengerentúli lakott területei közül csak a  Kókusz (Keeling)-szigetek szerepeltek a listában korábban, ezek egészen 1955-ig az Brit Birodalomhoz tartoztak, előbb Szingapúrhoz, a második világháborúban, annak japán megszállása után, ideiglenesen Ceylonhoz, majd ismét Szingapúrhoz csatolva. Miután nyilvánvalóvá vált Szingapúr közelgő függetlensége, a brit kormány átadta a szigeteket Ausztráliának. Viktória királynő 1886-ban a Clunies-Ross család örökbirtokába adta a szigeteket. Az 1970-es években az ausztrál kormányzat elégedetlenné vált a Clunies-Ross család feudális stílusú uralmával, a szigetek fejletlenségével. 1978-ban kisajátították a szigeteket. 1983-ban az ausztrál kormány a korábbi "uralkodót", John Clunies-Rosst a szigetek elhagyására kötelezte.
A másik kettő ausztrál tengerentúli terület közül a  Karácsony-sziget 1957-ig szintén Szingapúrhoz tartozott. Ausztrália kérésére az Egyesült Királyság főhatalmát Ausztráliára ruházta. Az első hivatalos ausztrál képviselő 1958-ban érkezett és 1968-ban neveztek ki a szigetre adminisztrátort. A Karácsony-sziget és a Kókusz-szigetek együttes neve Ausztrál Indiai-óceáni Területek és 1997 óta egyetlen adminisztrátor irányítása alatt áll, akinek székhelye a Karácsony-szigeten van. Mivel a sziget lakosságának alacsony száma (lakosainak száma ma is 1500 fő alatt van) miatt a függetlenség soha nem került szóba, és a Kókusz-szigetektől eltérően nem voltak társadalmi problémák a szigettel kapcsolatban, az ENSZ nem vette fel a szigetet a listára.
A  Norfolk-sziget szintén nem szerepelt soha a listában, mivel az ENSZ véleménye szerint az sem számított valódi gyarmati területnek. A három ausztrál tengerentúli terület közül csak a Norfolk-sziget kapott korlátozott autonómiát Ausztráliától, még 1979-ben.

### Korábban függő státuszú területek, melyek mégsem szerepeltek a listában
A lista egyáltalán nem tartalmazta az Arab-félszigeten levő protektorátusokat, csak a gyarmati státuszú Dél-Jement. Az eredeti lista elkészültekor az egykori mandátumterületek közül  Irak,  Szíria és  Libanon már független államok és ENSZ-tagok voltak,  Jemen is független állam volt már, bár csak 1947-ben csatlakozott az ENSZ-hez.
Palesztina brit mandátumterület sem szerepelt a listában, mert már 1946-ban nyilvánvaló volt a terület mihamarabbi függetlenedésének ténye. 1947. november 29-én az ENSZ Közgyűlése Palesztinát zsidó és palesztin államra osztotta.  Izrael államot 1948-ban kiáltották ki és még abban az évben csatlakozott is az ENSZ-hez.
1988. november 15-én a Palesztinai Felszabadítási Szervezet kinyilvánította Palesztina függetlenségét Algírban. Hivatkozási alapul az ENSZ BT 181 (II)-es 1947-es döntése szolgál, mely alapján két államnak kell megalakulni a Közel-Kelet e részén.
Máig 130 állam elismerte Palesztina függetlenségét, és a többi is belátja, hogy ez előbb-utóbb elkerülhetetlen, csak a palesztin-izraeli viszonyok rendeződésére várnak.
A többi közel-keleti állam proteketorátus, vagy úgynevezett „védett állam” volt. A többi, zömmel afrikai vagy óceániai protektorátussal ellentétben az ENSZ nem vette fel ezeket a területeket a gyarmati listára, mivel nem tekintette őket gyarmatnak, csak az Egyesült Királyság által védelmezett területnek. A függetlenség tényleges elnyerésekor valamennyien ENSZ tagok is lettek.
A következő államok ezek (zárójelben a függetlenség és ENSZ tagállamiság éve):  Jordánia (1946-ban független állam lett, de az ENSZ-ben az 1950-es években zajló tagfelvételi akadályoztatás miatt csak 1955-ben tudott csatlakozni),  Kuvait (1963),  Katar (1971),  Bahrein (1971),  Egyesült Arab Emírségek (1971),  Omán (1971)
 Líbia szintén nem szerepelt a listában, mert annak 1946-os elkészültekor még tisztázatlan volt a terület státusza. Az 1911-1912. évi olasz-török háborúban Olaszország gyarmata lett. 1942-től brit és francia közigazgatás alatt volt. A második világháborúban hadszíntérré vált, területén súlyos harcok folytak. Olaszország a második világháború után kampányt indított nemzetközi ellenőrzés alá vett területei, legfőképp Líbia (vagy ahogy ők hívták: „a negyedik olasz tengerpart”) visszavételéért. Ennek során hivatkozhattak az akkor még ott élő 200 ezer olaszra, kik a gyéren lakott terület lakosságának kb. 20-30%-át tették ki. Nem sokon múlott, de az ENSZ döntése végül nem az olaszoknak kedvezett: az országot három befolyási övezetre osztó Franciaország, Nagy-Britannia és az Egyesült Államok kötelezte magát az ország egyesítésére, független kormányzat létrehozására. 1951. december 24-én független királysággá vált. Az ENSZ 1950-es években zajló tagfelvételi akadályoztatása miatt csak 1955-ben tudott csatlakozni a világszervezethez.
Ázsiában az Indiától északra fekvő, két korábbi független monarchia  Szikkim és  Bhután szintén nem szerepeltek a listában, pedig mindkettő függőségi viszonyban állt az Egyesült Királysággal. Az ENSZ véleményes szerint ezek a területek szintén inkább a „védett állam” kategóriába tartoztak és nem voltak valódi gyarmatok.
Szikkim feletti felügyeletét az Egyesült Királyság 1947-ben India függetlenné válásakor átadta Indiának. Egészen 1975-ig Szikkim lényegében India külbirtoka volt, míg az ország 1975-ben magába olvasztotta, ma annak egyik szövetségi állama.
Bhután ma független állam.
Buddhista szerzetesek, kormányhivatalnokok és a fontosabb családok fejeinek gyűlése egyhangúlag az Bhután örökletes királyává nyilvánította Ugyen Wangchuckot 1907-ben. A brit kormányzat azonnal elismerte az új monarchiát, és 1910-ben Bhután szerződésben adta át Nagy-Britanniának külügyei intézését. Mindenesetre innentől kezdve Bhután nem volt teljesen független ország.
Amikor India elnyerte függetlenségét az Egyesült Királyságtól 1947. augusztus 15-én, Bhután az elsők között volt, amely elismerte azt. Az 1910-es szerződéshez hasonlót 1949. augusztus 8-án írtak alá Indiával. 1971-ben Bhután tagja lett az Egyesült Nemzetek Szervezetének. Előtte három évig volt megfigyelői státusban. 2007. február 8-án az indiai-bhutáni barátsági szerződést alapvetően felülvizsgálták. Az 1949-es szerződés 2. cikkelye azt írta, hogy: "India kormánya nem avatkozik be Bhután belső igazgatásába. Bhután kormánya hozzájárul, hogy India kormánya képviselje őt külső kapcsolataiban". Ehelyett ma: "Bhután és India közötti szoros barátság és együttműködés fenntartására a Bhutáni Királyság és az Indiai Köztársaság kormánya szorosan együttműködik a két országot érintő ügyekben. Egyik kormány sem bocsátja rendelkezésre területét olyan tevékenységeknek, amelyek veszélyeztetik a másik ország biztonságát vagy érdekeit". Az átdolgozott szerződés előszava szerint mindketten tiszteletben tartják a másik függetlenségét, szuverenitását és területi épségét. Ez az elem hiányzott korábban. Ez a 2007-es szerződés megerősítette Bhután függetlenségét és szuverenitását.
Egyetlen hasonlóképpen „védett állam”-ként kategorizált állam van még, mely függősége ellenére sem szerepelt soha listában, ez pedig  Tonga. Tonga 1900-tól 1970-ig brit protektorátus volt, bár ez kizárólag a külügyeket érintette, belső ügyeiben ekkor is szuverén maradt, ezért sem szerepelt a listában soha. A védnökségi státusz 1970-ben szűnt meg, amikor Tonga csatlakozott a Nemzetközösséghez. 1999-ben az ENSZ is felvette tagjai sorába. Tonga egyedülálló a Csendes-óceánon abban a tekintetben, hogy soha nem került gyarmati sorba, mindvégig helyi vezetők irányították.